# Episodi de Il medico di campagna (quattordicesima stagione)
La quattordicesima stagione della serie televisiva Il medico di campagna è stata trasmessa in anteprima in Germania dalla ZDF tra il 7 ottobre 2005 e il 30 dicembre 2005.
| nº | Titolo originale      | Titolo italiano | Prima TV Germania | Prima TV Italia |
| -- | --------------------- | --------------- | ----------------- | --------------- |
| 1  | Lust und Leid         |                 | 7 ottobre 2005    |                 |
| 2  | Liebe Mutter          |                 | 14 ottobre 2005   |                 |
| 3  | Über den Wolken       |                 | 21 ottobre 2005   |                 |
| 4  | Reise zu verschenken  |                 | 28 ottobre 2005   |                 |
| 5  | Notlügen              |                 | 4 novembre 2005   |                 |
| 6  | Väter und Söhne       |                 | 11 novembre 2005  |                 |
| 7  | Im selben Boot        |                 | 18 novembre 2005  |                 |
| 8  | Fahrerflucht          |                 | 25 novembre 2005  |                 |
| 9  | Ein geschenkter Gaul  |                 | 2 dicembre 2005   |                 |
| 10 | Neue Wege             |                 | 9 dicembre 2005   |                 |
| 11 | Eckholms Geburtstag   |                 | 16 dicembre 2005  |                 |
| 12 | Kleine große Hoffnung |                 | 30 dicembre 2005  |                 |